# Lamine Gueye (cầu thủ bóng đá)
Mamadou Lamine Gueye (sinh ngày 13 tháng 3 năm 1998) là cầu thủ bóng đá chuyên nghiệp người Sénégal hiện tại đang thi đấu ở vị trí tiền đạo cho câu lạc bộ Paris FC tại Ligue 2.

## Sự nghiệp thi đấu

### Metz
Gueye thi đấu Ligue 1 lần đầu cho Metz vào ngày 13 tháng 9 năm 2020 trong trận thua 1–0 trước Lille. Anh sau đó gia nhập Paris FC theo dạng cho mượn vào tháng 10 năm 2020 nhưng đã bị hủy bỏ do một quy định hành chính không cho phép khoản vay trong nước.

### Cho mượn tại Paris FC
Vào ngày 25 tháng 1 năm 2022, Gueye gia nhập Paris FC theo dạng cho mượn đến hết mùa giải.